# Prionomma javanum
Prionomma javanum är en skalbaggsart som först beskrevs av Johan Wilhelm van Lansberge 1884.  Prionomma javanum ingår i släktet Prionomma och familjen långhorningar. Inga underarter finns listade i Catalogue of Life.